# Hongxing (köping i Kina, Sichuan, lat 30,14, long 103,29)
Hongxing (kinesiska: 红星镇, 红星) är en köping i Kina. Den ligger i provinsen Sichuan, i den sydvästra delen av landet, omkring 94 kilometer sydväst om provinshuvudstaden Chengdu. Antalet invånare är 12 322. Befolkningen består av 6 158 kvinnor och 6 164 män. Barn under 15 år utgör 15,0 %, vuxna 15-64 år 74 %, och äldre över 65 år 10,0 %.
Genomsnittlig årsnederbörd är 1 442 millimeter. Den regnigaste månaden är juli, med i genomsnitt 387 mm nederbörd, och den torraste är januari, med 12 mm nederbörd.